# 阮韬
阮韬（5世纪—484年），字长明，陈留郡（今河南开封东南）人，南北朝南朝宋、南朝齐大臣。晋金紫光禄大夫阮裕玄孙。
在刘宋时，阮韬初任南兖州别驾。刺史江夏王刘义恭向其索要财费，阮韬说：“此朝廷物。”拒绝不给。宋孝武帝时，因风度容貌，王彧、谢庄、阮韬、何偃被选为侍中，为当时名臣之一。王延之与阮韬都是领军将军的刘湛外甥，刘湛说：“阮韬后当为第一，王延之为其次也。”宋明帝泰始末年，桂阳王刘休范在镇，征为江州刺史。南齐建立，官至散骑常侍、金紫光禄大夫，领始兴王师。阮韬性情刚直，不依附权贵，为时论所赞赏。永明二年（484年），阮韬卒。

## 延伸阅读
[在维基数据编辑]
 《南齊書/卷32》，出自萧子显《南齊書》